# Andreas Baumkircher (Büchsenmacher)
Andreas Baumkircher (* April 1955 in Graz) ist ein österreichischer Büchsenmacher und Sportschütze.

## Werdegang
Baumkircher begann 1970 in der Lehrwerkstätte der Büchsenmachermeister Genossenschaft in Ferlach die Ausbildung zum Büchsenmacher. 1973 konnte er die Gesellenprüfung  ablegen. Von 1980 bis 1982 bereitete er sich auf die Meisterprüfung vor. 1982 legte er die Meisterprüfung. ab.
In den Jahren von 1973 bis 1980 arbeitete Andreas Baumkircher erst als Geselle bei der Firma Juch in Ferlach und ging dann „auf die Walz“. Während dieser Zeit arbeitete er bei  Unternehmen wie  W & O Dittmann, Hamburg (D), Nemrod S.A., Mulhouse (F), J. J. Sipp, Strasbourg (F) und Iffli-Kettner, Metz (F).
Von 1982 bis 1987 war er Werkstattleiter bei der Grünig & Elmiger AG, Malters (CH). In dieser Zeit hatte er die wesentlichsten Reparaturerfahrungen für Smith & Wesson, Anschütz, Valmet, Feinwerkbau, Tikkakoski und Parker-Hale gemacht, zudem durfte er die Ausbildung von Lehrlingen übernehmen.
Von 1987 bis 2001 war Baumkircher bei der Fa. Ertle-Erzinger AG, Cham (CH), vorerst als Geschäftsführer und schlussendlich als Eigentümer tätig. In dieser Zeit hat er sich auf die Entwicklung und Herstellung von hochwertigen Schwarzpulver-Wettkampfwaffen spezialisiert, welche weltweit vertrieben wurden und mit denen  nationale und internationale Meisterschaften gewonnen wurden.
Von 2001 bis 2003 hat Baumkircher die Werkstatt bei der Fa. Glaser (Zürich/Winterthur) geleitet. Von 2003 bis 2006 war er als Filialleiter im Waffenhaus Schneider, Interlaken (CH) tätig. Von 2006 bis 2010 arbeitete er am Aufbau und Leitung der Werkstätte und des Servicecenters bei Steyr Mannlicher, im Europa Schießzentrum Wiener Neustadt. Beratung, Verkauf sowie der Weiterentwicklung der im Hause hergestellten Produkte zählten auch zu seinen Aufgabengebieten bei Steyr Mannlicher.
Seit 2010 ist Baumkircher selbstständig.
Von Baumkircher gefertigte Waffen werden in Fachzeitschriften wie Internationales Waffen-Magazin oder Schweizer Waffen-Magazin rezensiert.

## Sportliche Erfolge und Auszeichnungen
- mehrfacher österreichischer Staatsmeister im Pistolenschiessen (Vorderlader)
- Schweizer Meister im Long-Range-Schießen (1000 yd.)
- 2004: Gewinner der Silbermedaille bei den Weltmeisterschaften im Schießen im Mannschaftswettbewerb Vorderlader Freies Perkussionsgewehr Rigby (MLAIC)
- 2005: Silbernes Ehrenzeichen für Verdienste um die Republik Österreich[6][7]